# Ясенице (община Конавле)
Ясенице (на хърватски: Jasenice) е село в Хърватия, разположено в община Конавле, Дубровнишко-неретванска жупания. Намира се на 460 метра надморска височина. Населението му според преброяването през 2011 г. е 14 души. При преброяването на населението през 1991 г. има 38 жители, от тях 37 (97,36 %) хървати и 1 (2,63 %) сърбин.

## Население
Численост на населението според преброяванията през годините:
- 1857 – 92 души
- 1869 – 92 души
- 1880 – 92 души
- 1890 – 113 души
- 1900 – 118 души
- 1910 – 110 души
- 1921 – 90 души
- 1931 – 86 души
- 1948 – 83 души
- 1953 – 91 души
- 1961 – 84 души
- 1971 – 55 души
- 1981 – 31 души
- 1991 – 38 души
- 2001 – 22 души
- 2011 – 14 души